# Maegan Kelly
Maegan Kelly (* 19. Februar 1992 in Kansas City, Missouri) ist eine US-amerikanisch-kanadische Fußballspielerin.

## Karriere

### Verein
Während ihres Studiums an der Marquette University spielte Kelly von 2010 bis 2013 für die dortige Universitätsmannschaft der Marquette Golden Eagles. Im Januar 2014 wurde sie beim College-Draft der National Women’s Soccer League in der vierten Runde an Position 35 von der Franchise des FC Kansas City unter Vertrag genommen. Nur wenige Wochen nach Saisonbeginn und ohne einen Einsatz in der Liga wechselte Kelly jedoch zum isländischen Erstligisten UMF Stjarnan, mit dem sie das Double aus Pokalsieg und Meisterschaft errang. Anfang 2015 wechselte sie zum finnischen Erstligisten Åland United weiter, wo auch ihre ältere Schwester Katie unter Vertrag stand. Ende 2016 lief Kelly für den zyprischen Serienmeister Apollon Limassol unter anderem in der Champions League auf, wo im Sechzehntelfinale das Aus gegen Slavia Prag kam. Zur Saison 2017 kehrte sie zum FC Kansas City zurück und etablierte sich als Stammspielerin in der NWSL. Nach der Auflösung der Franchise zum Jahreswechsel 2017/18 wechselte Kelly mit einem Großteil des übrigen Kaders zur neugegründeten Franchise des Utah Royals FC. Dort kam sie jedoch bis zu ihrer Vertragsauflösung im Juni 2018 nicht zum Einsatz. Das erste Halbjahr 2019 spielte Kelly beim italienischen Erstligisten Atalanta Mozzanica, für den sie in neun Ligaspielen acht Tore erzielte. Im Mai 2019 kehrte sie in die Vereinigten Staaten zurück und unterschrieb beim Reign FC.

### Nationalmannschaft
Am 9. November 2017 debütierte Kelly bei einem Freundschaftsspiel gegen die Vereinigten Staaten in der kanadischen A-Nationalmannschaft.

## Erfolge
- 2014: Isländische Meisterschaft (UMF Stjarnan)
- 2014: Isländischer Pokal (UMF Stjarnan)

## Privates
Maegan Kelly ist die jüngere Schwester der Fußballspielerin Katie Kelly, die unter anderem gemeinsam mit ihr bei Åland United spielte.